# LaMoure County
LaMoure County är ett administrativt område i delstaten North Dakota, USA, med 4 139 invånare. Den administrativa huvudorten (county seat) är LaMoure. 

## Geografi
Enligt United States Census Bureau så har countyt en total area på 2 981 km². 2 971 km² av den arean är land och 10 km² är vatten. 

### Angränsande countyn

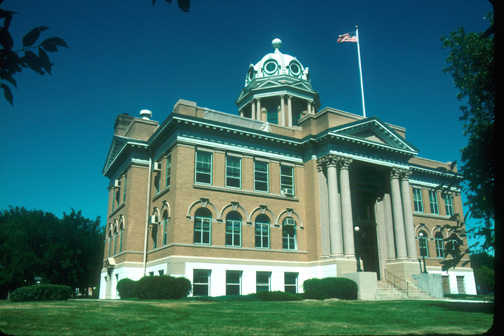
LaMoure County Courthouse i LaMoure.

- Stutsman County - nord
- Barnes County - nordöst
- Ransom County - öst
- Dickey County - syd
- McIntosh County - sydväst
- Logan County - väst